# هالکبانک
هالکبانک (انگلیسی: Halkbank) شرکت خدمات مالی و بانکداری صربستانی است، که در سال ۱۹۵۶ تأسیس شد.